# Franz Berlin
Franz Berlin (* 1. Juli 1983) ist ein deutscher Koch, der vom Guide Michelin ausgezeichnet wurde.

## Werdegang
Franz Berlin wurde 1983 als ältester Sohn von Küchen- und Konditormeister Rolf Berlin und Hotelfachfrau Gudrun Berlin geboren. 1989 machten sich seine Eltern selbstständig und pachteten das Wanderheim in Zavelstein im nördlichen Schwarzwald. Franz Berlin wuchs dort mit einer Schwester und einem Bruder auf. 1994 kauften Gudrun und Rolf Berlin die Gaststube Krone in Bad Teinach-Zavelstein, in der Franz Berlin seit 2008 kocht. Nach der Ausbildung ab 1999 im nahen Bad Hotel Bad Teinach wechselte er 2002 zum Hotel Adler in Häusern. 2004 ging er zu Jörg Müller auf Sylt (zwei Michelin-Sterne), 2007 als stellvertretender Küchenchef zum Restaurant Schlossberg bei Jörg Sackmann in Baiersbronn (ein Michelin-Stern). 
2008 kam er als Küchenmeister zurück in den elterlichen Betrieb, der inzwischen um ein weiteres Hotel erweitert wurde. Zurück im Familienbetrieb beginnt er mit der Neuausrichtung des gut bürgerlichen Restaurants Krone in Zavelstein in das Gourmetrestaurant Berlins Krone. 
Seit 2009 ist er Küchenchef im Gourmetrestaurant Berlins Krone, das seit 2013 mit einem Michelinstern ausgezeichnet wird.

## Auszeichnungen
- 2011: Das Gourmetrestaurant wird auf Anhieb mit 17 Punkten im Gault-Millau ausgezeichnet
- 2013: Ein Michelin-Stern für das Gourmetrestaurant Berlins Krone in Bad Teinach-Zavelstein[3]